# مايكل بلاكوود
مايكل بلاكوود (بالإنجليزية: Michael Blackwood) مواليد 29 أغسطس 1976، هو عداء جامايكي متخصص في الجري السريع. شارك في دورة الألعاب الأولمبية وحصل على الميدالية الفضية.

## سجل المنافسة
| العام | المسابقة                                    | المكان             | المركز | ملاحظة        |
| ----- | ------------------------------------------- | ------------------ | ------ | ------------- |
| 2002  | دورة ألعاب الكومنولث 2002                   | مانشستر، إنجلترا   | 1      |               |
| 2002  | نهائي الجائزة الكبرى لألعاب القوى 2002      | باريس، فرنسا       | 1      |               |
| 2002  | كأس العالم لألعاب القوى 2002                | مدريد، إسبانيا     | 1      |               |
| 2003  | بطولة العالم لألعاب القوى داخل الصالات 2003 | برمنغهام (إنجلترا) | 1      | 4x400 م تتابع |
| 2003  | بطولة العالم لألعاب القوى 2003              | باريس              | 3      |               |
| 2003  | نهائي ألعاب القوى العالمي 2003              | موناكو             | 1      |               |
| 2004  | نهائي ألعاب القوى العالمي 2004              | موناكو             | 1      |               |

## روابط خارجية
- مايكل بلاكوود على موقع الاتحاد الدولي لألعاب القوى (الإنجليزية)
- مايكل بلاكوود على موقع أوليمبيديا (الإنجليزية)